# Barano d'Ischia
Barano d'Ischia är en ort och kommun på ön Ischia i storstadsregionen Neapel, innan 2015 provinsen Neapel, i regionen Kampanien i Italien. Kommunen hade 10 001 invånare (2017).